# یان مولر
یان مولر (سوئدی: Jan Möller؛ زادهٔ ۱۷ سپتامبر ۱۹۵۳) بازیکن فوتبال اهل سوئد بود.
از باشگاه‌هایی که در آن بازی کرده‌است می‌توان به باشگاه فوتبال مالمو، باشگاه فوتبال هلسینگبورگس، و باشگاه فوتبال بریستول سیتی اشاره کرد.
وی همچنین در تیم ملی فوتبال سوئد بازی کرده‌است.